# عزیزلو (هوراند)
عزیزلو یکی از روستاهای استان آذربایجان شرقی است که در دهستان چهاردانگه بخش مرکزی شهرستان هوراند واقع شده‌است. این روستا ۱۸۵ نفر جمعیت دارد.